# Rutger van Bol'es

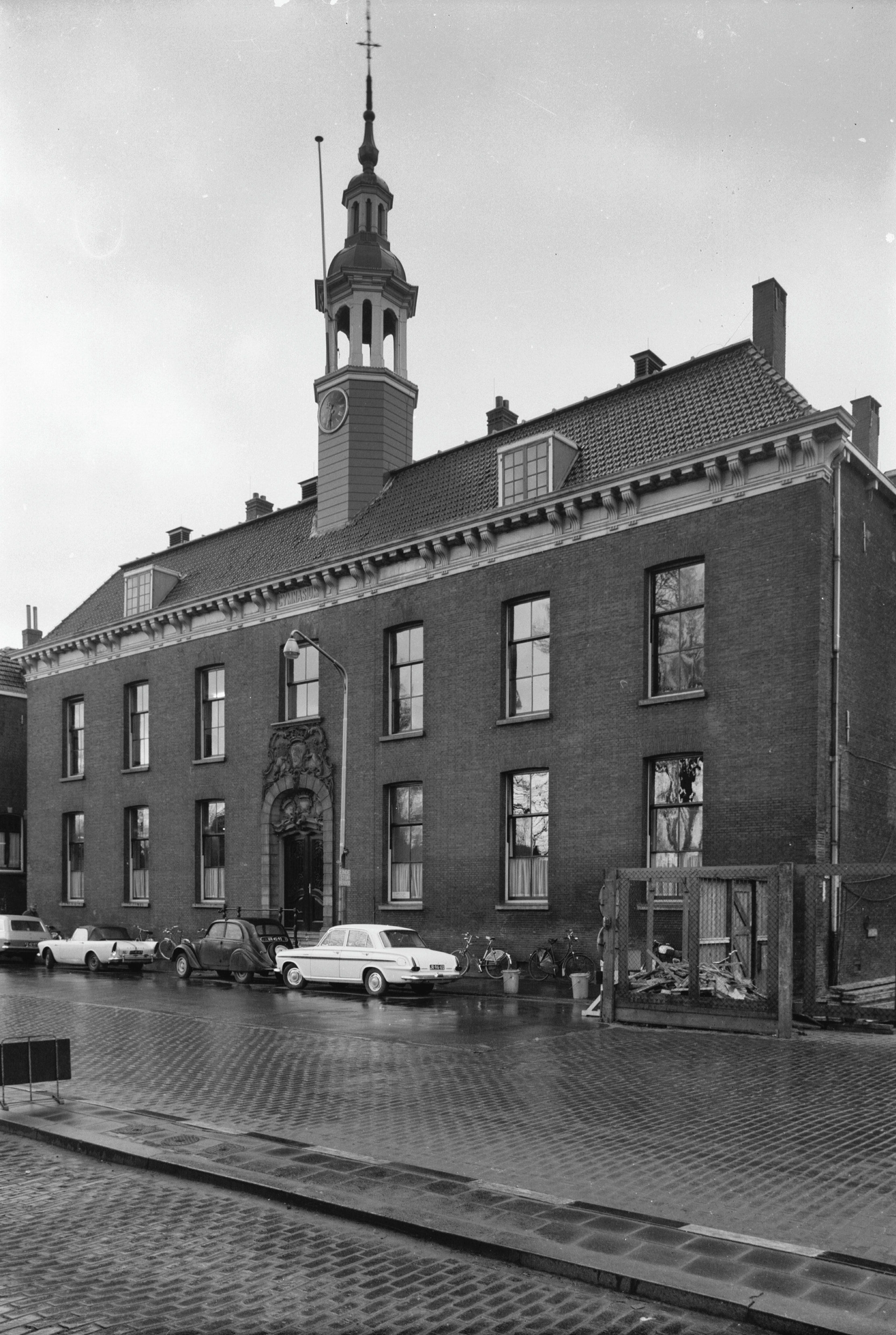
Het Blauwhuis in Schiedam

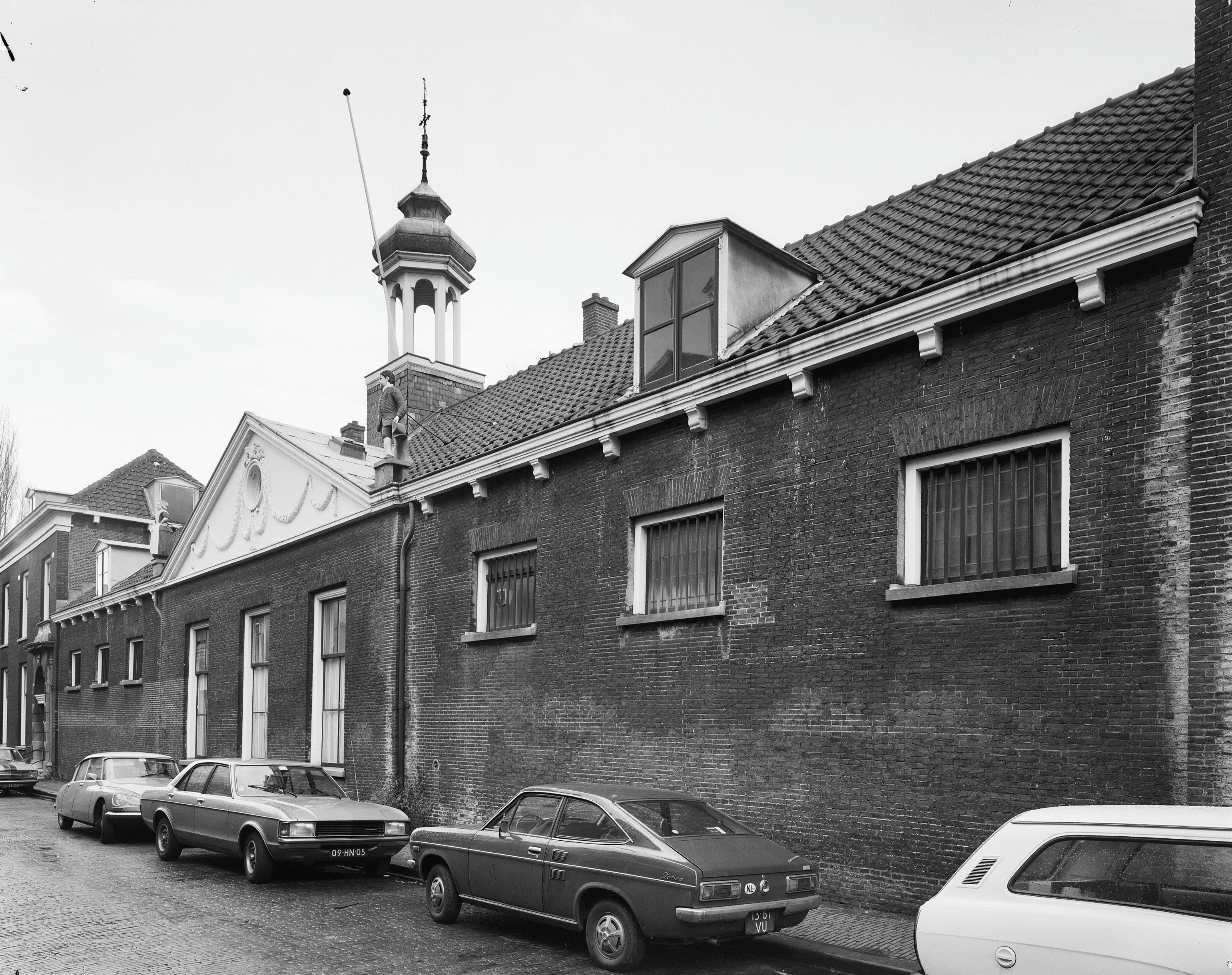
Het Hervormde Weeshuis in Schiedam

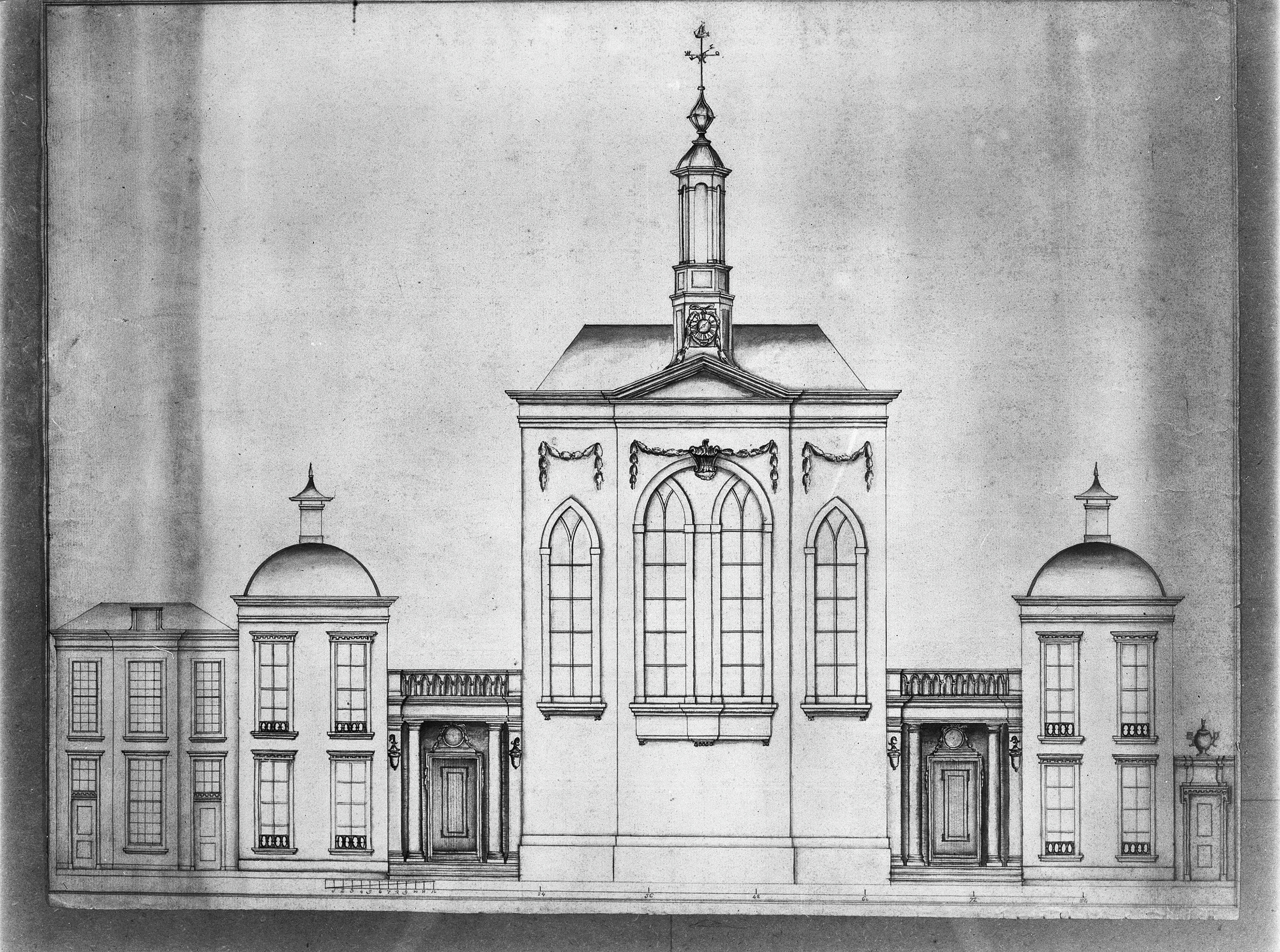
Het afgekeurde ontwerp van Rutger van Bol'es voor het St.Jacobsgasthuis in Schiedam

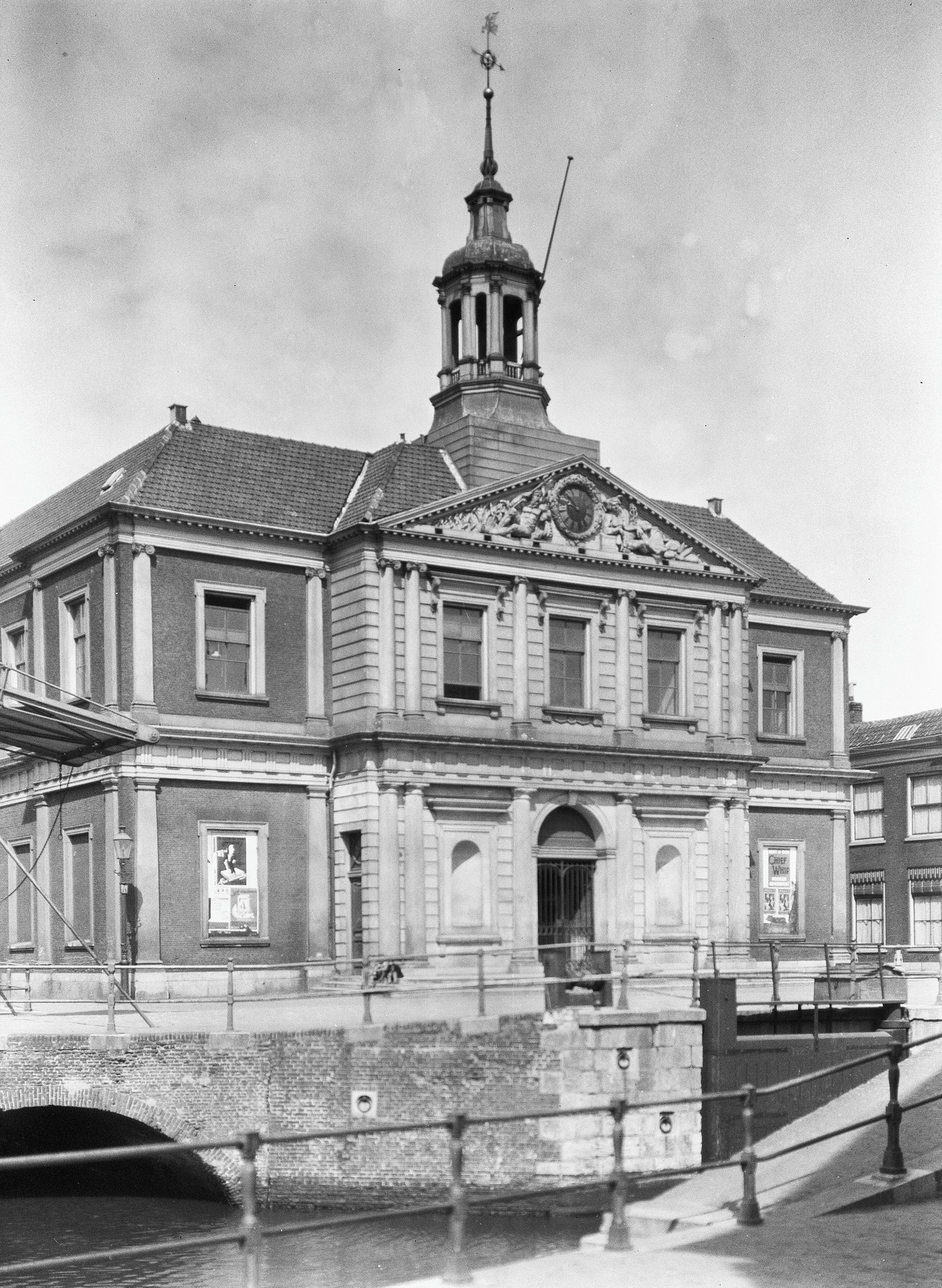
De Korenbeurs in Schiedam

Rutger van Bol'es (gedoopt Schiedam 3 oktober 1727 - begraven Schiedam 14 oktober 1790) was een Nederlands architect, telg uit het Schiedamse bouwmeestersgeslacht Van Bol'es. Rutger van Bol'es was de kleinzoon van stadsarchitect Cornelis van Bol'es (1658-1735) en de oudste zoon van stadsarchitect Arij van Bol'es (1695-1776) - die zijn vader in 1724 was opgevolgd - en diens vrouw Jannetje van Wijk (1701-1767).

## Stadsbouwmeester van Schiedam
Rutger werd op 3 februari 1745 als landmeter beëdigd. Op 1754 werd hij benoemd als assistent van zijn vader, die hij in 1774 na diens dood als stadsarchitect van Schiedam opvolgde. In 1770 zou hij een kaart van Schieland vervaardigen; in 1785 was hij betrokken bij plannen van de inspecteur-generaal der Hollandsche rivieren Christiaan Brunings om de buitenhaven van Schiedam te vergroten. 
Van alle vier stadsbouwmeesters uit het geslacht Bol'es heeft Rutger het sterkst een stempel op het stadsbeeld van Schiedam gedrukt. Hij was als ontwerper achtereenvolgens verantwoordelijk voor de totstandkoming van:
- het Blauwhuis (1764-1765)
- de Spin- en Naaischool (1778)
- de Armenschool (1778)
- de Nieuwe Sluis (1778-1779)[4]
- het Hervormde Weeshuis (1779-1782)[5]
- de verbouwing van het Stadhuis (1782)[6]

Daarnaast ontwierp hij de preekstoel in de Hervormde Kerk van Poortugaal (1774, uitgevoerd door Gerardus Louwerom) en de regeringsbank in de Janskerk in Schiedam (1783, uitgevoerd door Gerrit Veth), waarvan de bekroning van het middendeel later op het klankbord van de preekstoel belandde .

## Concurrentie van buitenaf
In 1783 werd Rutgers ontwerp voor het St.Jacobsgasthuis door het stadsbestuur afgewezen, en ging de opdracht naar de particuliere architect Giovanni Giudici uit Rotterdam, die tussen 1786 en 1789 inderdaad het nieuwe gasthuis zou bouwen, "zeggende [aldus Giudici naderhand] zijn E. bij herhalinge dat zij met die stadsarchiteq in deezen gewigtige zaak niet kunnende werken want hij monsters van gebouwen maakte, mij wijzende op 't Blauwhuys en laastelyk op 't Weeshuys".
In 1783 won Rutger van Bol'es de op initiatief van de Oeconomische Burgermaatschappij uitgeschreven prijsvraag voor de nieuwe Korenbeurs. De tweede prijs ging naar Friedrich Ludwig Gunckel. Beiden kregen van het stadsbestuur de opdracht hun project bij te werken, maar uiteindelijk gaf dit de voorkeur aan een ontwerp van de vermoedelijk pas naderhand ingeschakelde Giudici, dat echter te duur bleek. Vervolgens werd door Bol'es op basis daarvan, en van de andere plannen, een nieuw vereenvoudigd ontwerp gemaakt, dat aansluitend van 1786 tot 1792 onder zijn leiding werd uitgevoerd.
Rutger trouwde hij op 19 november 1753 in Schiedam met een stadsgenote, de brandersdochter Jannetje de Kock (1732-1787), bij wie hij zeven kinderen kreeg, waarvan er drie volwassen werden. Daarvan werd zijn zoon Adrianus van Bol'es (1757-1830) hoofd van het brandersgilde, trouwde zijn dochter Neeltje van Bol'es (1760-1798) de brander Cornelis van den Heuvell (1760-1812), en werd zijn jongste zoon Cornelis van Bol'es (1762-1832) in 1789 Rutgers assistent, om zijn vader na diens dood het jaar daarop als laatste van de vier uit het geslacht Bol'es als stadsbouwmeester op te volgen.